# Dolicheremaeus semilunatus
Dolicheremaeus semilunatus är en kvalsterart som beskrevs av Hammer 1981. Dolicheremaeus semilunatus ingår i släktet Dolicheremaeus och familjen Tetracondylidae. Inga underarter finns listade i Catalogue of Life.